# 위드아웃 어 패들
《위드아웃 어 패들》(영어: Without a Paddle)은 미국에서 제작된 스티븐 브릴 감독의 2004년 모험 코미디 영화이다. 세스 그린, 매슈 릴러드, 댁스 셰퍼드 등이 출연하였고, 도널드 더라인 등이 제작에 참여하였다.
2009년 속편 《Without a Paddle: Nature's Calling》이 DVD로 출시되었다.

## 출연진
- 세스 그린
  - 재러드 럼볼드
- 매슈 릴러드
  - 앤드루 햄프턴
- 댁스 셰퍼드
  - 매슈 프라이스
- 버트 레이놀즈
- 이선 수플리
- 에이브러햄 벤루비
- 레이철 블랜처드
- 레이 베이커
- 보니 서머빌
- 크리스티나 무어
- 앤터니 스타
  - 칼 스넬
- 리디 홀러웨이
- 스콧 애드싯
- 대니엘 코맥
- 프랭크 웰커

## 기타 제작진
- 배역: 실라 재피
- 미술: 페리 앤덜린 블레이크
- 의상: 나일라 딕슨

## 같이 보기
- 서바이벌 게임 (1972년 영화)